# Little Boots

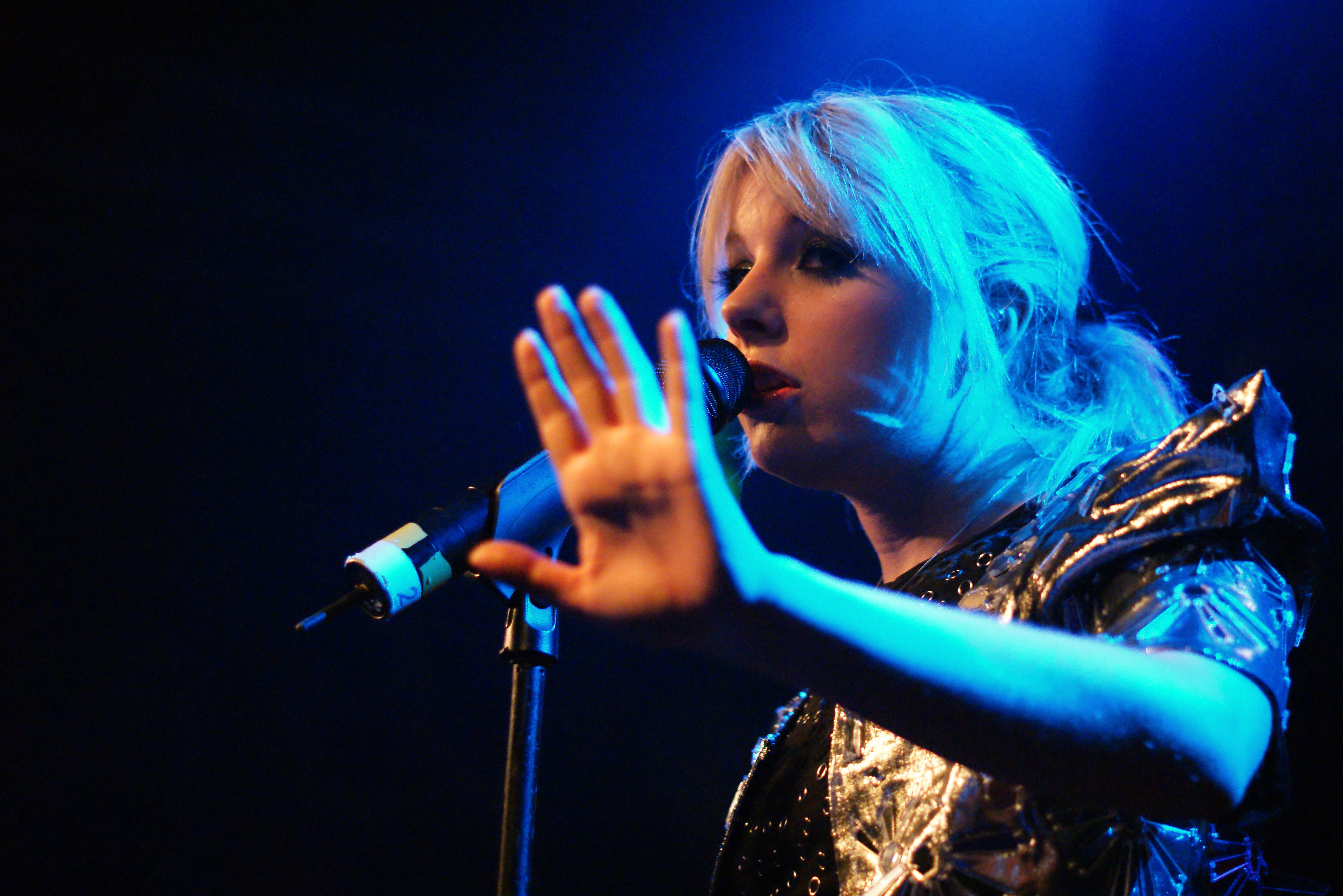
Little Boots tijdens een optreden in 2010

Victoria Christina Hesketh (Blackpool, 4 mei 1984), beter bekend onder haar artiestennaam Little Boots, is een Engels singer-songwriter en dj.

## Carrière
Hesketh deed op 16-jarige mee met de Britse talenjacht Pop Idol. Hierna ging ze op Europese tour met een jazztrio. In 2005 werd ze frontvrouw van de indie-popband Dead Disco, om vervolgens later solo haar carrière voort te zetten.
Haar pseudoniem Little Boots is afkomstig van de film Caligula.
Little Boots werd in 2009 vooral in Engeland populair door een groeiend aantal fans. Met name de overwinning in de BBC Sound of 2009 en de nominatie bij de BRIT Awards bracht haar meer in de belangstelling.
Haar debuutalbum Hands, dat uitkwam op 8 juni 2009, steeg naar de vijfde plaats in de Britse albumlijsten. Haar eerste single is op 25 mei 2009 in Europa uitgebracht. Naast vocalen speelt Hesketh de instrumenten keyboard, piano, stylofoon, en een Japans-elektronisch muziekinstrument, de Tenori-on.
In 2010 won zij de prijs voor beste nieuwkomer van de International Dance Music Awards.

## Discografie

### Studioalbums
- Hands (2009)
- Nocturnes (2013)
- Working Girl (2015)

### Ep's
- Arecibo (2008)
- Little Boots (2009)
- iTunes Live from London (2009)
- Illuminations (2009, Noord-Amerika)

### Singles
- "Stuck on Repeat" (2008)
- "Meddle" (2008)
- "New in Town" (2009)
- "Remedy" (2009)
- "Earthquake" (2009)
- "Shake" (2011)
- "Every Night I Say a Prayer" (2012)
- "Headphones" (2012)
- "Broken Record" (2013)